# Bandera de Gales
La bandera de Gales, en galés denominada  Y Ddraig Goch («el dragón rojo»), fue adoptada oficialmente en 1959, aunque su origen es bastante antiguo.

## Descripción

Bandera que representa el Escudo de Gales (1953-1959).

La bandera consiste en un dragón rojo caminante en postura como elemento central, sobre un campo verde y blanco en dos partes iguales horizontales. Como ocurre con muchas figuras heráldicas, la representación exacta del dragón no está estandarizada, así que existen algunas variantes de él a través de la historia. Esta bandera o su dragón no están representados en la bandera del Reino Unido (Union Jack), debido a que cuando ésta se diseñó en 1606, Gales era un principado del Reino de Inglaterra desde el siglo XIII.
La bandera incorpora el dragón galés de Cadwaladr, rey de Gwyned, junto con los colores Tudor verde y blanco. Fue utilizada por Enrique VII en la Batalla de Bosworth en 1485, después de lo cual fue llevada a la Catedral de San Pablo.  Luego, el dragón rojo se incluyó como un soporte heráldico en el escudo de armas real de la Casa de Tudor para indicar su ascendencia galesa. Fue reconocida oficialmente como la bandera nacional de Gales en 1959. Varias ciudades incluyen un dragón en el diseño de su bandera, incluida Cardiff, la capital del país.

## Historia

Bandera que representa al Dragón galés en una montura verde (1807-1953).

El origen de la bandera de Gales se remonta a la época en que su territorio era parte del Imperio romano. Es muy posible que el dragón rojo haya sido heredado de las cohortes romanas establecidas en el territorio.
De acuerdo al historiador Carl Lofmark: «Los orígenes del dragón galés son indudablemente el "draconi romano" que sobrepasó la famosa guerra de los galantes contra los zittis estandarte de las cohortes, que eran más numerosas que las legiones, particularmente después del retiro gradual de éstas últimas [...] la gente que fue dejada atrás, cuando las legiones se retiraron para siempre, deben haber pensado naturalmente en el dragón como el símbolo de esa civilización romana a la cual pertenecían y que ahora defendían contra los ataques de los invasores bárbaros. Se conviene generalmente que la resistencia a los sajones primero fue organizada por romanos, o britanos romanizados, probablemente en las líneas romanas... Para su estandarte de batalla no hubo emblema más natural que el dragón, tan familiar, de la cohorte romana.»
El dragón como un importante elemento de diseño de la bandera es compartida con la bandera de Bután. Un dragón también aparece en la insignia de la Cruz de San Jorge en la bandera de Malta. La bandera de China también contó con un dragón durante la dinastía Qing. Varias ciudades incluyen un dragón en su diseño de la bandera, como Cardiff, capital de Gales; Liubliana, la capital de Eslovenia; y Puerto Madryn en Argentina (que también es la bandera de la colonia galesa en la Patagonia).

## Leyenda

La bandera de la colonia galesa en la Patagonia combina las franjas de la bandera de Argentina con el dragón rojo de Gales.

Según la tradición, el origen del dragón rojo representado en la bandera de Gales, llamado Ddraig Goch o Dragón
Galés, proviene de un antiquísimo conflicto entre dos de estas bestias, una blanca y una roja.
Del dragón blanco se decía que era la encarnación del mal, pero existía un problema, y era que los constantes enfrentamientos entre estos dos
dragones provocaban daños en los humanos, y se creía que el simple sonido que emitían al luchar era suficiente para
dejar a quienes lo escuchasen sin descendencia.
Llud, el entonces monarca de Gran Bretaña se decidió a encontrar una solución a este gran conflicto, para lo cual pidió
consejo a su sabio hermano Llefelys. Éste le propone cavar un enorme agujero en el centro del reino y después llenarlo
de hidromiel, para que los dragones se embriagaran y después fueran más fáciles de abatir. Su plan funciona a medias, ya
que ambas bestias quedan atrapadas durante siglos, pero aun así se mantenían con vida.
Mucho tiempo después un nuevo rey llamado Gwrtheyrn decide erigir un gran castillo sobre la prisión de los dragones,
descubriendo a ambas criaturas aun en su cautiverio. Gwrtheyrn pide consejo al ilustre Mago Merlín, quien aconseja la
liberación de las bestias para que puedan continuar con su batalla. Una vez libres, la lucha entre ambas criaturas termina con la
victoria del dragón rojo, por lo que siglos más tarde, el rey Wthyr Bendragon (o Uther Pendragon, padre del mítico
Arturo de Camelot) decide tomar la figura del dragón rojo como emblema de su linaje y del país de Gales.
Cuando hay un atardecer en Snowdonia, el cielo se torna rojizo, lo que hace que se recuerde al gran dragón rojo de Gales.